# Região Geográfica Imediata de Sumé
A Região Geográfica Imediata de Sumé é uma das quinze regiões imediatas do estado brasileiro da Paraíba, uma das quatro regiões imediatas que compõem a Região Geográfica Intermediária de Campina Grande e uma das 509 regiões imediatas no Brasil, criadas pelo IBGE em 2017.
É composta por oito municípios, tendo uma população estimada pelo IBGE para 1.º de julho de 2017, de 52 490 habitantes e uma área total de 3 006,172 km².
A cidade-sede Sumé é a mais populosa da região, com 16 957 habitantes.

## Municípios
Fonte: IBGE – Cidades
| Município              | População Estimativa 2017 | Área (km²) |
| ---------------------- | ------------------------- | ---------- |
| Amparo                 | 2 246                     | 121,984    |
| Congo                  | 4 789                     | 333,471    |
| Coxixola               | 1 925                     | 169,878    |
| Livramento             | 7 386                     | 270,753    |
| Parari                 | 1 769                     | 207,688    |
| São José dos Cordeiros | 3 711                     | 376,793    |
| Serra Branca           | 13 707                    | 687,535    |
| Sumé                   | 16 957                    | 838,070    |
| Total                  | 52 490                    | 3 006,172  |